# تکیه طاقداربن
تکیه طاقداربن مربوط به دوره قاجار است و در بابل، خیابان امام خمینی، محله طاقداربن واقع شده و این اثر در تاریخ ۲۴ اسفند ۱۳۸۳ با شمارهٔ ثبت ۱۱۵۱۹ به‌عنوان یکی از آثار ملی ایران به ثبت رسیده است.